# Double Victory: The Tuskegee Airmen at War
Double Victory: The Tuskegee Airmen at War is een Amerikaanse documentaire uit 2012.

## Verhaal
Double Victory belicht de historische rol van de Tuskegee Airmen tijdens de Tweede Wereldoorlog en onthult de manieren waarop deze Afro-Amerikanen dapper een oorlog voerden op twee fronten: ze hielpen de wereld triomferen tegen het fascisme in het buitenland en ze vochten dapper voor raciale gerechtigheid en gelijkheid thuis. Hoewel de Tuskegee Airmen werden geconfronteerd met de enorme uitdagingen van discriminatie van militaire officieren, inferieure uitrusting en verhoogde controle, blonken deze piloten en hun ondersteunend personeel uit. Met veel Tuskegee-piloten die krachtige verhalen vertellen over hun ervaringen tijdens de oorlog, laat Double Victory zien hoe deze vliegeniers het fascisme in Europa hebben verslagen en de Civil Rights Movement hebben geholpen bij hun terugkeer.

## Rolverdeling
- David Acord - Stem
- Cuba Gooding Junior - Verteller